# Саликов, Александр Фаридович
Александр Фаридович Саликов (род. 7 марта 1988) — российский самбист, серебряный (2014,2016, 2017, 2020) и бронзовый (2022) призёр чемпионатов России по боевому самбо, трехкратный чемпион Европы по боевому самбо, серебряный призёр чемпионата мира по боевому самбо, Заслуженный мастер спорта России. Выступает в лёгкой весовой категории (до 62 кг). Тренировался под руководством А. М. Фролова и И. М. Малашкина.

## Спортивные достижения
- Чемпионат России по боевому самбо 2014 года — ;
- Чемпионат России по боевому самбо 2016 года — ;
- Чемпионат России по боевому самбо 2017 года — ;
- Чемпионат России по самбо 2020 года — ;
- Чемпионат России по самбо 2022 года — ;
- Кубок мира по самбо «Мемориал А. А. Харлампиева» 2020 года — ;[2]